# Roning under sommer-OL 2012 – Otter mænd
Skabelon:Roning under sommer-OL 2012
Otter for mænd er en øvelse under Sommer-OL 2012 i London som fandt sted på Dorney Lake. De indledende heatene blev roet lørdag 28. juli og finalen og medaljeceremonien blev afviklet onsdag 1. august 2012.

## Resultater

### Heats
Vinderen i hvert heat gik til finalen, mens resten gik videre til opsamlingsheatene.

#### Heat 1
| Nr. | Atleter                                                                                    | Nationalitet     | Tid     | Kommentarer |
| --- | ------------------------------------------------------------------------------------------ | ---------------- | ------- | ----------- |
| 1   | Banks, G James, R James, Miller, Lanzone, Kasprzyk, Cornelius, Newlin, Vlahos              | USA (USA)        | 5:30.72 | Q           |
| 2   | Loch, Hegerty, McKenzie-McHarg, Coudraye, Swann, Booth, Ryan, Purnell, Lister              | Australien (AUS) | 5:32.43 | R           |
| 3   | Brzezinski, Juszczak, Burda, Hojka, Schodowski, Szpakowski, Aranowski, Hejmej, Trojanowski | Polen (POL)      | 5:35.64 | R           |
| 4   | Kholyaznykov, Grebennykov, Tymko, Moroz, Pryveda, Kletskoy, Lykov, Chykanov, Konovaliuk    | Ukraine (UKR)    | 5:38.02 | R           |

#### Heat 2
| Nr. | Atleter                                                                          | Nationalitet         | Tid     | Kommentarer |
| --- | -------------------------------------------------------------------------------- | -------------------- | ------- | ----------- |
| 1   | Adamski, Kuffner, Johannesen, Reinelt, Schmidt, Müller, Mennigen, Wilke, Sauer   | Tyskland (GER)       | 5:25.52 | Q           |
| 2   | Partridge, Foad, Ransley, Egington, Sbihi, Searle, Langridge, Louloudis, Hill    | Storbritannien (GBR) | 5:27.61 | R           |
| 3   | Hamburger, Simon, Blink, Vellenga, Braas, Klaassen, Siegelaar, Steenman, Wiersum | Holland (NED)        | 5:28.99 | R           |
| 4   | Bergen, Csima, Gibson, McCabe, Howard, Byrnes, Brown, Crothers, Price            | Canada (CAN)         | 5:37.91 | R           |

### Opsamlingsheat
De fire første kvalificerede sig til finalen.
| Nr. | Atleter                                                                                    | Nationalitet         | Tid     | Kommentarer |
| --- | ------------------------------------------------------------------------------------------ | -------------------- | ------- | ----------- |
| 1   | Partridge, Foad, Ransley, Egington, Sbihi, Searle, Langridge, Louloudis, Hill              | Storbritannien (GBR) | 5:26.85 | Q           |
| 2   | Bergen, Csima, Gibson, McCabe, Howard, Byrnes, Brown, Crothers, Price                      | Canada (CAN)         | 5:27.41 | Q           |
| 3   | Hamburger, Simon, Blink, Vellenga, Braas, Klaassen, Siegelaar, Steenman, Wiersum           | Holland (NED)        | 5:27.98 | Q           |
| 4   | Loch, Hegerty, McKenzie-McHarg, Coudraye, Swann, Booth, Ryan, Purnell, Lister              | Australien (AUS)     | 5:28.67 | Q           |
| 5   | Brzezinski, Juszczak, Burda, Hojka, Schodowski, Szpakowski, Aranowski, Hejmej, Trojanowski | Polen (POL)          | 5:30.34 |             |
| 6   | Kholyaznykov, Grebennykov, Tymko, Moroz, Pryveda, Kletskoy, Lykov, Chykanov, Konovaliuk    | Ukraine (UKR)        | 5:42.19 |             |

### Finaler

#### Finale B
| Nr. | Atleter                                                                                    | Nationalitet  | Tid     | Kommentarer |
| --- | ------------------------------------------------------------------------------------------ | ------------- | ------- | ----------- |
| 1   | Brzezinski, Juszczak, Burda, Hojka, Schodowski, Szpakowski, Aranowski, Hejmej, Trojanowski | Polen (POL)   | 5:57.67 |             |
| 2   | Kholyaznykov, Grebennykov, Tymko, Moroz, Pryveda, Kletskoy, Lykov, Chykanov, Konovaliuk    | Ukraine (UKR) | 6:07.33 |             |

#### Finale A
| Nr.    | Atleter                                                                          | Nationalitet         | Tid     | Kommentarer |
| ------ | -------------------------------------------------------------------------------- | -------------------- | ------- | ----------- |
| Guld   | Adamski, Kuffner, Johannesen, Reinelt, Schmidt, Müller, Mennigen, Wilke, Sauer   | Tyskland (GER)       | 5:48.75 |             |
| Sølv   | Bergen, Csima, Gibson, McCabe, Howard, Byrnes, Brown, Crothers, Price            | Canada (CAN)         | 5:49.98 |             |
| Bronze | Partridge, Foad, Ransley, Egington, Sbihi, Searle, Langridge, Louloudis, Hill    | Storbritannien (GBR) | 5:51.18 |             |
| 4      | Banks, G James, R James, Miller, Lanzone, Kasprzyk, Cornelius, Newlin, Vlahos    | USA (USA)            | 5:51.48 |             |
| 5      | Hamburger, Simon, Blink, Vellenga, Braas, Klaassen, Siegelaar, Steenman, Wiersum | Holland (NED)        | 5:51.72 |             |
| 6      | Loch, Hegerty, McKenzie-McHarg, Coudraye, Swann, Booth, Ryan, Purnell, Lister    | Australien (AUS)     | 5:51.87 |             |

Skabelon:OL 2012 øvelser